# Hutzelkirmes
Die Hutzelkirmes war ein Volksfest im Schwalmstädter Ortsteil Treysa. Die Kirmes wurde erstmals 1946 veranstaltet und war zwischenzeitlich mit mehreren tausend Besuchern eines der größten Volksfeste in der Schwalm. Bis 2014 fand sie jedes Jahr am zweiten Wochenende im August statt. Die ursprünglich für 2015 geplante 69. Hutzelkirmes wurde mangels Besucherinteresse abgesagt und auch 2016 nicht wieder belebt. 2017 wurde die Kirmes schließlich mit neuem Organisationsteam und geändertem Ablauf erneut gefeiert.

## Ablauf
Eingeleitet wurde die Kirmes traditionell am Mittwoch vor dem Kirmeswochenende mit dem Probtanz an der Totenkirche. Am Freitag folgte dann der Umzug der Kirmesburschen und die offizielle Eröffnung am Marktplatz in Treysa. Den Höhepunkt der Veranstaltung bildete der Festzug am Sonntagnachmittag. Bei der Neuauflage 2017 wurde statt des Probtanzes und Festumzugs ein Rockkonzert mit zwei Live-Bands veranstaltet.
Fester Bestandteil der Kirmes sind bis heute ein Rummelplatz und ein Festzelt auf dem Festplatz in der Lehmenkaute sowie ein Höhenfeuerwerk, welches am Abend des Kirmessamstag gezündet wird.

## Namensherkunft
Der Name der Hutzelkirmes geht auf eine Begebenheit im 14. Jahrhundert zurück: Treysa musste auf Geheiß des Grafen von Ziegenhain kurzfristig und unerwartet eine Kirmes für selbigen veranstalten. Die einzige damals verfügbare Musikantengilde war jedoch an diesen Tagen bereits vom Nachbarort Ziegenhain zur Tanzmusik bestellt. Auf Bitten der Treysaer Stadtväter verzichtete Ziegenhain auf seine Tanzmusik, verlangte als Gegenleistung aber einen Verzicht auf jegliche Kirmesfeiern in Treysa für die nächsten 99 Jahre. Als Ersatz für die ausfallende Kirmes erhielten die Treysaer von nun an jedes Jahr eine Metze (ca. 10 Liter) voller Hutzeln (getrocknetes Obst, meist Birnen). Außerdem wurden die Treysaer Besucher der Ziegenhainer Kirmes mit einer Kanne Wein bewirtet.